# Carlos Alberto Baena
Carlos Alberto Baena López (Armenia, Colombia, 12 de noviembre de 1967) es un abogado, pastor y político colombiano. Es el Pastor General de la Iglesia Ministerial que lidera su tía-política María Luisa Piraquive. Fue cofundador y Presidente del partido MIRA, Senador de Colombia, Viceministro de Relaciones Laborales e Inspección en el Ministerio del Trabajo, y Viceministro para la Participación e Igualdad de Derechos del Ministerio del Interior de Colombia.
De 2005 al 2009 fue reconocido como el mejor Concejal de Bogotá por el proyecto Concejo Cómo Vamos. En 2014 fue uno de los diez mejores congresistas, según Cifras y Conceptos; y ha sido distinguido por diversas comunidades afrocolombianas por su activismo en la reivindicación de sus derechos.

## Biografía
Hijo de padres educadores, Baena López nació en Colombia, en el departamento de Quindío, en la ciudad de Armenia en el año de 1967, donde realizó su bachillerato. Al graduarse se mudó a Bogotá para estudiar Derecho en la Universidad Externado de Colombia y luego especializarse en Gerencia de Impuestos en la misma universidad. Fue docente universitario. Después de esto realizó los estudios de MBA en Gestión Pública, Altos Estudios en Negociación y Estudios en Alto Gobierno en la Universidad de los Andes de Colombia. Es además magíster en gestión urbana de la Universidad Piloto de Colombia.

### Iglesia Ministerial
Mientras estaba realizando su pregrado en la Universidad Externado de Bogotá, se unió a la Iglesia de Dios Ministerial, y una vez culminados sus estudios de Derecho, Baena es nombrado pastor de la Iglesia Ministerial en su natal Armenia, y Supervisor de las salas de oración de dicha denominación en todo el Eje Cafetero. El 12 de mayo de 1996, tras el fallecimiento del cofundador Luis Eduardo Moreno, Carlos Alberto Baena es nombrado en su reemplazo Pastor General de la Iglesia Ministerial, actividad que desempeña hasta la actualidad. En sus funciones evangelizadoras ha sido docente del Instituto Bíblico Ministerios y Dones, y ha viajado por Colombia y múltiples países, predicando sobre el cristianismo y coordinando la evangelización con los supervisores y pastores de la Iglesia Ministerial.
Durante el confinamiento por la pandemia de COVID-19 las predicaciones cristianas semanales de Baena fueron transmitidas en YouTube donde rebasaban, sólo en español, las 200.000 conexiones cada semana y eran interpretadas en simultáneo en 12 idiomas.

### Carrera política
En el año 2000 fundó junto con Alexandra Moreno Piraquive el Movimiento Independiente de Renovación Absoluta, siendo elegido presidente desde ese año hasta el 2003 y luego en su segundo periodo desde el año 2008.
Carlos Alberto Baena fue desde 2001 hasta 2009 concejal de Bogotá, siendo elegido en cinco ocasiones como el mejor concejal, según el programa Concejo Cómo Vamos. En 2007 aspiró a ser candidato a la alcaldía de Bogotá, para lo cual se sometió a una consulta interna del partido, pero debido a la baja votación respecto a la meta que se había propuesto renunció a su aspiración y volvió a ser candidato al Concejo. En 2010 logró ser electo senador de la República de Colombia, en la lista cerrada del partido MIRA. En el 2018 le fue restituida su curul como senador para el periodo legislativo 2014-2018, después de que la Sección Quinta del Consejo de Estado fallara a favor la demanda que había presentado el partido MIRA por considerar que hubo irregularidades en las votaciones, escrutinios y registros de los sistemas de información electoral.
Se ha caracterizado por ser fuerte promotor de los derechos de las minorías étnicas, especialmente de las comunidades afrodescendientes en Colombia. En el año 2001 fue elegido Concejal por Bogotá, cargo que ocupó hasta 2009, cuando renunció para postularse al senado, siendo elegido al año siguiente en tercer lugar de la lista cerrada de MIRA. Debido a irregularidades en las elecciones legislativas del año 2014, en ese año Baena no obtuvo una curul en el Senado de Colombia para el periodo 2014-2018. Sin embargo, el 9 de febrero de 2018 el Consejo de Estado de Colombia emitió un fallo en favor del Partido político MIRA y ordenó que se le entregara a Baena la credencial que lo acredita como senador para el periodo 2014-2018.
Propuso e impulsó una ley para penalizar en Colombia toda forma de discriminación, incluida la que se ejerce por tener una opción sexual diferente.
El 13 de agosto de 2018 fue nombrado Viceministro de Relaciones Laborales e Inspección por el presidente de Colombia Iván Duque Márquez. El 12 de marzo de 2020 ocupa el cargo de Viceministro para la Participación e Igualdad de Derechos en el Ministerio del Interior de Colombia.
El 28 de diciembre del 2021 fue designado como alcalde ad hoc en la ciudad de Medellín, capital del departamento de Antioquia, por el presidente de Colombia Iván Duque Márquez.
El 17 de mayo de 2022 fue encargado como Alto Comisionado para la Paz. El 7 de agosto de 2022, con el cambio de Gobierno Nacional, culmina su trabajo en el Ministerio del Interior de Colombia.

#### Normas de su autoría
- Ley 1482 de 2011: Ley antidiscriminación.

#### Libertad Religiosa
Representando al Gobierno Nacional como Viceministro para la Participación e Igualdad de Derechos en el Ministerio del Interior de Colombia, fue ponente en el Encuentro por la Libertad Religiosa, de Cultos y Conciencia en Antioquia 2021, asimismo participó del evento Cree en la vida en donde se realizó la firma del decreto que crea el Comité Técnico Intersectorial de Libertad de Creencias y Cultos de Medellín; entre otras muchas actividades y reuniones en torno a la libertad religiosa.

### Publicaciones
- Carlos Baena es autor del libro El Balanced Scorecard como herramienta estratégica de gestión local en Bogotá.
- Coautor del libro Toxicología Ambiental (en conjunto con María del Carmen Vallejo).
- En 2001 prologó el libro Vivencias, autobiografía de la pastora María Luisa Piraquive.
- Publicó en 2011 en la Revista Forum de la Universidad Nacional de Colombia el ensayo Retos de Colombia frente a la gestión del riesgo de desastre natural.[26]
- Escribió el artículo Respuestas gubernamentales frente a desastres naturales. Caso de la temporada invernal de 2011 en Bogotá, Colombia., en coautoría con el abogado y concejal de Bogotá Jairo Cardozo Salazar, en el marco del Congreso Internacional en Gobierno, Administración y Políticas Públicas, organizado por el Instituto Universitario de Investigación José Ortega y Gasset en 2012.[27]
- Coautor del libro publicado en 2021 por la Alcaldía del municipio de Funza, La libertad religiosa es todo, menos religiosa.
- ¿Cuál es el aporte del sector religioso a la sociedad?, coautor de éste libro académico, que busca defender la libertad religiosa como hecho organizacional en torno a lo trascendente, de gran contribución a la humanidad. El libro fue publicado en 2024 y es distribuido gratuitamente por la ONG FIDMJ en su página web.

Baena ha sido columnista de los diarios La Crónica del Quindío y el Diario del Huila, en los que escribe artículos de carácter político y social.
Sus sermones cristianos semanales son transmitidos en YouTube donde alcanzan, sólo en español, las 200.000 conexiones cada semana y son interpretados en simultáneo a inglés, alemán, francés, japonés, rumano, holandés, portugués, sueco, polaco, ruso, danés e italiano.

## Controversias
Desde 2010 la Fiscalía realizó una investigación contra Baena por posible enriquecimiento ilícito y/o lavado de activos. 
En julio de 2014 la Fiscalía colombiana informó que no hay pruebas de lavado de activos, ni de vínculos con organizaciones delictivas.

## Reconocimientos
- Mejor Concejal de Bogotá en el primer y segundo semestres de 2005 según el proyecto Concejo Cómo Vamos de la Casa Editorial El Tiempo (CEET), la Fundación Corona y la Cámara de Comercio de Bogotá.[32]
- Mejor Concejal de Bogotá en el primer semestre de 2006 según el proyecto Concejo Cómo Vamos.
- Mejor Concejal de Bogotá en el segundo semestre de 2006 según el proyecto Concejo Cómo Vamos.
- A finales de 2006 sus colegas concejales lo eligieron como uno de los tres mejores concejales.
- Al finalizar 2006 los periodistas (de los diferentes medios) que cubren la sección 'Bogotá' lo ubicaron entre los tres mejores concejales.
- Mejor Concejal de Bogotá en el primer semestre de 2007 según el proyecto Concejo Cómo Vamos.
- Mejor Bancada del Concejo de Bogotá en el 2009, junto con el Concejal Humberto Quijano, según el proyecto Concejo Cómo Vamos.
- Reconocimiento al Senador Baena, en 2011, por parte del Concejo de Bogotá, como uno de los líderes más destacados que han integrado el Cabildo Capitalino.[33]
- En 2012 fue declarado ciudadano de honor de Quibdó por la alcaldesa de la capital chocoana, Zulia Mena.[34]
- En octubre de 2012 recibió el "Reconocimiento al Mérito Manuel Zapata Olivella" por la Alcaldía Mayor de Cartagena de Indias por haber "gestado trascendentales iniciativas sociales, educativas y culturales en favor de la población afrocolombiana, palenquera y raizal".[35]

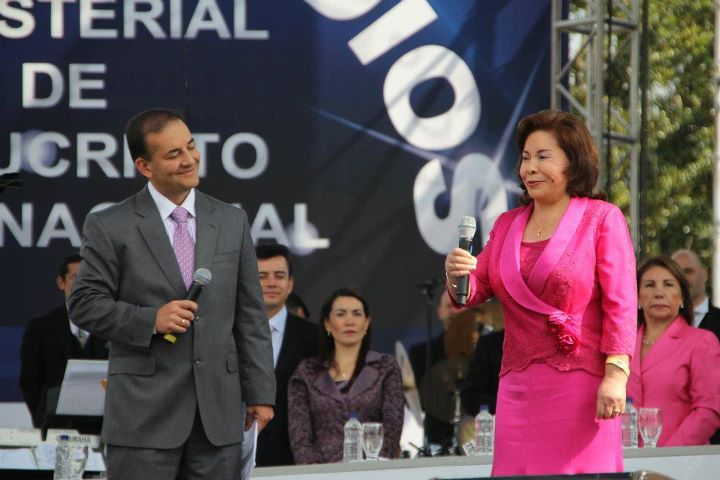
Carlos Alberto Baena y María Luisa Piraquive en la celebración de los 40 años de la Iglesia de Dios Ministerial de Jesucristo Internacional en el Parque Metropolitano Simón Bolívar

- En 2014 fue condecorado como uno de los mejores diez congresistas por la firma Cifras y Conceptos.[7]
- El 26 de junio de 2022 fue condecorado con la medalla al Mérito Luis Carlos Galán Sarmiento, por el aporte en materia de Derechos Humanos, democracia y participación ciudadana.[36]

## Vida personal
Carlos Baena está casado con Raquel Hernández Piraquive, con quien son padres de cuatro hijas.